# Lijst van Nederlandse deelnemers aan de Paralympische Zomerspelen 1992
Deze lijst van Nederlandse deelnemers aan de Paralympische Zomerspelen 1992 in Barcelona geeft een overzicht van de sporters die zich hebben gekwalificeerd voor de Spelen.
| Paralympiër                     | Sport       | Onderdeel | Ervaring    |
| ------------------------------- | ----------- | --- | ----------- |
| Willem Noorduin                 | Atletiek    | Discuswerpen Klasse C5 Kogelstoten Klasse C5                                                                                               | 2de Spelen  |
| Arie de Graaf                   | Atletiek    | 400 m Klasse TW4 1500 m Klasse TW3-4 Marathon Klasse TW3-4                                                                                 | Debutant    |
| Carel Egbert La Lau             | Atletiek    | 5000 m Klasse TW3-4 10.000 m Klasse TW3-4 1500 m Klasse TW3-4 Marathon Klasse TW3-4                                                        | Debutant    |
| Chris Beekmans                  | Atletiek    | 5000 m Klasse B2 Marathon Klasse B2 | Debutant    |
| Iwan van Breemen                | Atletiek    | 1500 m Klasse TW3-4 10.000 m Klasse TW3-4 5000 m Klasse TW3-4 Marathon Klasse TW3-4                                                        | 2de Spelen  |
| Jan Kleinheerenbrink            | Atletiek    | 400 m Klasse TW4 100 m Klasse TW4 200 m Klasse TW4 Marathon Klasse TW3-4                                                                   | 2de Spelen  |
| Jennette Jansen                 | Atletiek    | 1500 m Klasse TW3-4 800 m Klasse TW4 5000 m Klasse TW3-4 Marathon Klasse TW3-4                                                             | Debutant    |
| Johannes Laan                   | Atletiek    | 1500 m Klasse B3 800 m Klasse B3 | Debutant    |
| Manfred Kooy                    | Atletiek    | 800 m Klasse C7-8 100 m Klasse C8 200 m Klasse C8 400 m Klasse C8                                                                          | Debutant    |
| Marcus Gelderblom               | Atletiek    | Hoogspringen Klasse J1 | Debutant    |
| Petrus van Dijk                 | Atletiek    | 10.000 m Klasse TW3-4 5000 m Klasse TW3-4 Marathon Klasse TW3-4                                                                            | Debutant    |
| Renate Kuin                     | Atletiek    | Discuswerpen Klasse C5>8 Kogelstoten Klasse C5>8                                                                                           | Debutant    |
| Rinus de Moor                   | Atletiek    | Discuswerpen Klasse THS4 Kogelstoten Klasse THS4                                                                                           | 2de Spelen  |
| Ronald van Reeden               | Atletiek    | 800 m Klasse TW3 400 m Klasse TW3 200 m Klasse TW3 Marathon Klasse TW3-4                                                                   | Debutant    |
| Theo Duyvestijn                 | Atletiek    | 1500 m Klasse TW2 200 m Klasse TW2 400 m Klasse TW2 Marathon Klasse TW2                                                                    | 2de Spelen  |
| Wilhelmus Cappetijn             | Basketbal   | Heren | Debutant    |
| Mustafa Charif Jebari           | Basketbal   | Heren | Debutant    |
| Koen Jansens                    | Basketbal   | Heren | Debutant    |
| Servaas Kamerling               | Basketbal   | Heren | 2de Spelen  |
| Hubertus Klerks                 | Basketbal   | Heren | 2de Spelen  |
| Sander Markus                   | Basketbal   | Heren | Debutant    |
| Marinus Martens                 | Basketbal   | Heren | Debutant    |
| Friedrich Wiegmann              | Basketbal   | Heren | 2de Spelen  |
| Antonius de Rooy                | Basketbal   | Heren | Debutant    |
| Frans van Breugel               | Basketbal   | Heren | 2de Spelen  |
| Bob van den Broek               | Basketbal   | Heren | 2de Spelen  |
| Gert Jan van der Linden         | Basketbal   | Heren | 3de Spelen  |
| Jolanda Barbier-Kok             | Basketbal   | Dames | 2de Spelen  |
| Asjoesja Ibrahimi               | Basketbal   | Dames | Debutant    |
| Jozima Mosely                   | Basketbal   | Dames | 2de Spelen  |
| Elisabeth Pelzer                | Basketbal   | Dames | Debutant    |
| Yvonne Schafer                  | Basketbal   | Dames | Debutant    |
| Maaike Smit                     | Basketbal   | Dames | 2de Spelen  |
| Ingeborg Tiggelman              | Basketbal   | Dames | 2de Spelen  |
| Hatige Yavuz                    | Basketbal   | Dames | Debutant    |
| Theodora de Haan                | Basketbal   | Dames | 2de Spelen  |
| Jaapje de Zeeuw                 | Basketbal   | Dames | Debutant    |
| Marja van Leeuwen-Lokker        | Basketbal   | Dames | Debutant    |
| Guda van der Laan               | Basketbal   | Dames | 2de Spelen  |
| Carlo Dengerink                 | CP-voetbal  | Heren | 2de Spelen  |
| Olaf Donners                    | CP-voetbal  | Heren | Debutant    |
| Percy Enser                     | CP-voetbal  | Heren | Debutant    |
| Peter Guntlisbergen             | CP-voetbal  | Heren | 2de Spelen  |
| Paul Heersink                   | CP-voetbal  | Heren | Debutant    |
| Dirk Hennink                    | CP-voetbal  | Heren | Debutant    |
| Barend Verbeek                  | CP-voetbal  | Heren | 2de Spelen  |
| Arno de Jong                    | CP-voetbal  | Heren | 2de Spelen  |
| Jaap de Vries                   | CP-voetbal  | Heren | 2de Spelen  |
| Wilhelmus van Dijk              | Schietsport | luchtpistool Klasse SH1 | 2de Spelen  |
| Barend Jan Munter               | Schietsport | luchtpistool Klasse SH2 | Debutant    |
| Hendrik Holland                 | Schietsport | luchtgeweer, staand Klasse SH2 Luchtgeweer, 3x40 Klasse SH2 Engelse Wedstrijd Klasse SH1>3 Olympische Wedstrijd Klasse SH2                 | Debutant    |
| Gerrit Ter Haar                 | Schietsport | Luchtgeweer, 3x40 Klasse SH4 Olympische Wedstrijd Klasse SH4                                                                               | Debutant    |
| Eef Tammel                      | Schietsport | Olympische Wedstrijd Klasse SH2 | 3de Spelen  |
| Cornelis Pellegrom              | Tafeltennis | Klasse 3 | Debutant    |
| Diane Hendriks                  | Tafeltennis | Klasse 9 | 3de Spelen  |
| Harold Kersten                  | Tafeltennis | Klasse 6 | 2de Spelen  |
| Henri Londo                     | Tafeltennis | Klasse 9 | Debutant    |
| I. Hoek-Heppenhuis              | Tafeltennis | Klasse 9 | Debutant    |
| Jeroen Kuipers                  | Tafeltennis | Klasse 3 | Debutant    |
| Jolanda Paardekam               | Tafeltennis | Klasse 3 | 2de Spelen  |
| Mariëlle Brouwer -van der Ploeg | Tafeltennis | Klasse 5 | 3de spelent |
| Matheus Vossen                  | Tafeltennis | Klasse 7 | Debutant    |
| Patricia Meeus                  | Tafeltennis | Klasse 6-10 | Debutant    |
| Pieter Romers                   | Tafeltennis | Klasse 3 | Debutant    |
| Rudie van der Kooij             | Tafeltennis | Klasse 5 | Debutant    |
| Rein Zijda                      | Tafeltennis | Klasse 9 | 2de Spelen  |
| Monique Van Den Bosch           | Tennis      | Dames | 3de Spelen  |
| Chantal Vandierendonck          | Tennis      | Dames | 2de Spelen  |
| Ellen de Lange                  | Tennis      | Dames | 3de Spelen  |
| Henk Aalders                    | Volleybal   | Heren | Debutant    |
| Gerard Broertjes                | Volleybal   | Heren | Debutant    |
| Hans Deelen                     | Volleybal   | Heren | Debutant    |
| Christiaan Driessen             | Volleybal   | Heren | Debutant    |
| Ron Durge                       | Volleybal   | Heren | Debutant    |
| Richard Gesell                  | Volleybal   | Heren | Debutant    |
| Alfred Oonk                     | Volleybal   | Heren | 2de Spelen  |
| Johan Reekers                   | Volleybal   | Heren | 2de Spelen  |
| Gerard Spreeuwenberg            | Volleybal   | Heren | Debutant    |
| Pieter Top                      | Volleybal   | Heren | 2de Spelen  |
| Andre Venderbosch               | Volleybal   | Heren | 2de Spelen  |
| Ulrich Zinngrebe                | Volleybal   | Heren | Debutant    |
| Jan Mulder                      | Wielersport | Wegwedstrijd Klasse Open Tijdrit Klasse Open                                                                                               | Debutant    |
| Catharinus Beumer               | Wielersport | Wegwedstrijd Klasse Open Tijdrit Klasse Open                                                                                               | Debutant    |
| Alphonsus Stelleman             | Wielersport | Wegwedstrijd Klasse Open Tijdrit Klasse Open                                                                                               | Debutant    |
| Ad Verhoeven                    | Wielersport | Wegwedstrijd Klasse Open Tijdrit Klasse Open                                                                                               | Debutant    |
| Alwin de Groot                  | Zwemmen     | 100 m Rugslag Klasse S10 100 m Vrije Slag Klasse S10 100 m Vlinderslag Klasse S10 200 m Wisselslag Klasse SM10 400 m Vrije Slag Klasse S10 | Debutant    |
| André van Buiten                | Zwemmen     | 100 m Schoolslag Klasse S9 100 m Vlinderslag Klasse S9                                                                                     | 3de Spelen  |
| Cornelis Engel                  | Zwemmen     | 100 m Rugslag Klasse SB5 | Debutant    |
| Eddy Wagt                       | Zwemmen     | 50 m Vrije Slag Klasse S4 50 m Rugslag Klasse S4 100 m Vrije Slag Klasse S4                                                                | Debutant    |
| Frouwkje Harkema                | Zwemmen     | 50 m Rugslag Klasse S3-4 50 m Schoolslag Klasse SB2 50 m Vrije Slag Klasse S3-4                                                            | Debutant    |
| Gerda Lampers                   | Zwemmen     | 100 m Schoolslag Klasse SB5 100 m Rugslag Klasse S7 50 m Vlinderslag Klasse S7 100 m Vrije Slag Klasse S7                                  | 2de Spelen  |
| Gijsbertus Verwij               | Zwemmen     | 50 m Vlinderslag Klasse S6 100 m Vrije Slag Klasse S6 200 m Vrije Slag Klasse S6                                                           | Debutant    |
| Jacqueline Nannenberg           | Zwemmen     | 100 m Rugslag Klasse S9 100 m Schoolslag Klasse SB8 100 m Vlinderslag Klasse S9 100 m Vrije Slag Klasse S9                                 | 2de Spelen  |
| Jaenette Bouma                  | Zwemmen     | 50 m Vlinderslag Klasse S3-4 50 m Schoolslag Klasse SB2 50 m Vrije Slag Klasse S3-4 100 m Vrije Slag Klasse S3-4                           | Debutant    |
| Johannes Stokkel                | Zwemmen     | 100 m Schoolslag Klasse SB7 50 m Wisselslag Klasse SM7 100 m Rugslag Klasse S7 100 m Vrije Slag Klasse S7 200 m Wisselslag Klasse SM7      | 2de Spelen  |
| Laurentius van Geel             | Zwemmen     | 100 m Rugslag Klasse S7 50 m Vlinderslag Klasse S7 00 m Vrije Slag Klasse S7 50 m Vlinderslag Klasse SB7                                   | Debutant    |
| Rutger Sturkenboom              | Zwemmen     | 100 m Rugslag Klasse S9 100 m Schoolslag Klasse S9 100 m Vrije Slag Klasse S9 100 m Vlinderslag Klasse S9                                  | 2de Spelen  |